# Paranerita plagosa
Paranerita plagosa là một loài bướm đêm thuộc phân họ Arctiinae, họ Erebidae.